# Columnea schimpffii
Columnea schimpffii är en tvåhjärtbladig växtart som beskrevs av Rudolf Mansfeld. Columnea schimpffii ingår i släktet Columnea och familjen Gesneriaceae. Inga underarter finns listade i Catalogue of Life.